# Partito Comunista (Itàlia)
El Partit Comunista (en italià Partito Comunista) és un partit polític d'Itàlia d'inspiració marxista–leninista, fundat el 2009. Es defineix com «el partit polític revolucionari avantguarda de l'organització de la classe treballadora a Itàlia».

## Història

### Fundació
El partit va ser fundat el 3 de juliol de 2009 per Marco Rizzo, dirigent crític expulsat del Partit dels Comunistes Italians. Inicialment conegut com a Comunistes – Esquerra Popular (Comunisti – Sinistra Popolare), el 21 de gener de 2012 el partit va canviar el seu nom pel de Comunistes Esquerra Popular– Partit Comunista (Comunisti Sinistra Popolare – Partito Comunista), i de nou el 17 de gener de 2014 durant el I Congrés amb l'actual denominació.
El PC va presentar les seves llistes de candidats en alguns municipis a les eleccions locals italianes de 2016. Al mateix any, davant el referèndum constitucional italià, el PC es va posicionar a favor del «NO», considerant-la com un intent dels interessos dels inversors per facilitar les mesures anti-populars aprovades pel govern italià i altres governs europeus. Així mateix, durant el 2016 van signar un acord de col·laboració amb el Front de la Joventut Comunista (FGC) d'Alessandro Mustillo.
El 21 de gener de 2017, va tenir lloc a Roma el II Congrés Nacional, on Rizzo va ser confirmat com a secretari general. En ocasió del 70è aniversari del Tractat de Roma el 25 de març de 2017, el PC va organitzar a Roma una manifestació durant la cimera de caps d'estat europeus, reafirmant la seva oposició a la Unió Europea (UE). L'11 de novembre de 2017 el partit va organitzar una manifestació a Roma per commemorar el centenari de la Revolució d'octubre.
El 26 de maig de 2019 va participar en les eleccions europees, on va obtenir el 0.88% del vot. Exactament un mes després del II Govern Conte, el partit va organitzar una protesta a Roma que va mobilitzar centenars de persones.

### Crisi i noves aliances
Després de les eleccions regionals d'Úmbria, el partit i les aleshores joventuts van arribar a un punt crític, dimitint l'exsecretari de les FGC de la direcció. Així, el 12 de març de 2020 el Front va suspendre definitivament el pacte d'acció que el lligava al partit i es va anar distanciant progressivament, assenyalant la manca de democràcia interna, l'electoralisme i la deriva populista.
Malgrat la crisi, al 2021 aconsegueixen incorporar el senador del grup mixt Emanuele Dessì, expulsat del M5S per negar-se a recolzar la moció de confiança de Draghi. Aquest acostament als crítics del M5S va continuar amb el suport al candidat del Grup Mixt a President de la República, el jurista Paolo Maddalena, i la creació del grup del senat Units per la Constitució-CAL, oposats a Draghi i a la participació en la guerra d'Ucraïna.
A les eleccions locals de 2022 impulsa tant llistes pròpies com aliances amb les organitzacions que conformen Units per la Constitució-CAL, mentre que a les eleccions generals del mateix any decideix crear Italia Sobirana i Popular (Italia Sovrana e Popolare), una llista unitària amb altres partits minoritaris que obtenen plegats l'1,24% dels vots a la Cambra i l'1,12% al Senat.
Malgrat els pobres resultats en un context d'ascens de l'extrema dreta, s'aprofundeix l'aposta de l'ISP creant la marca Democràcia Sobirana i Popular, amb components similars, mentre que al nou Congrés del Partit s'aparta Marco Rizzo de la direcció, creant la figura de President Honorari.

## Ideologia

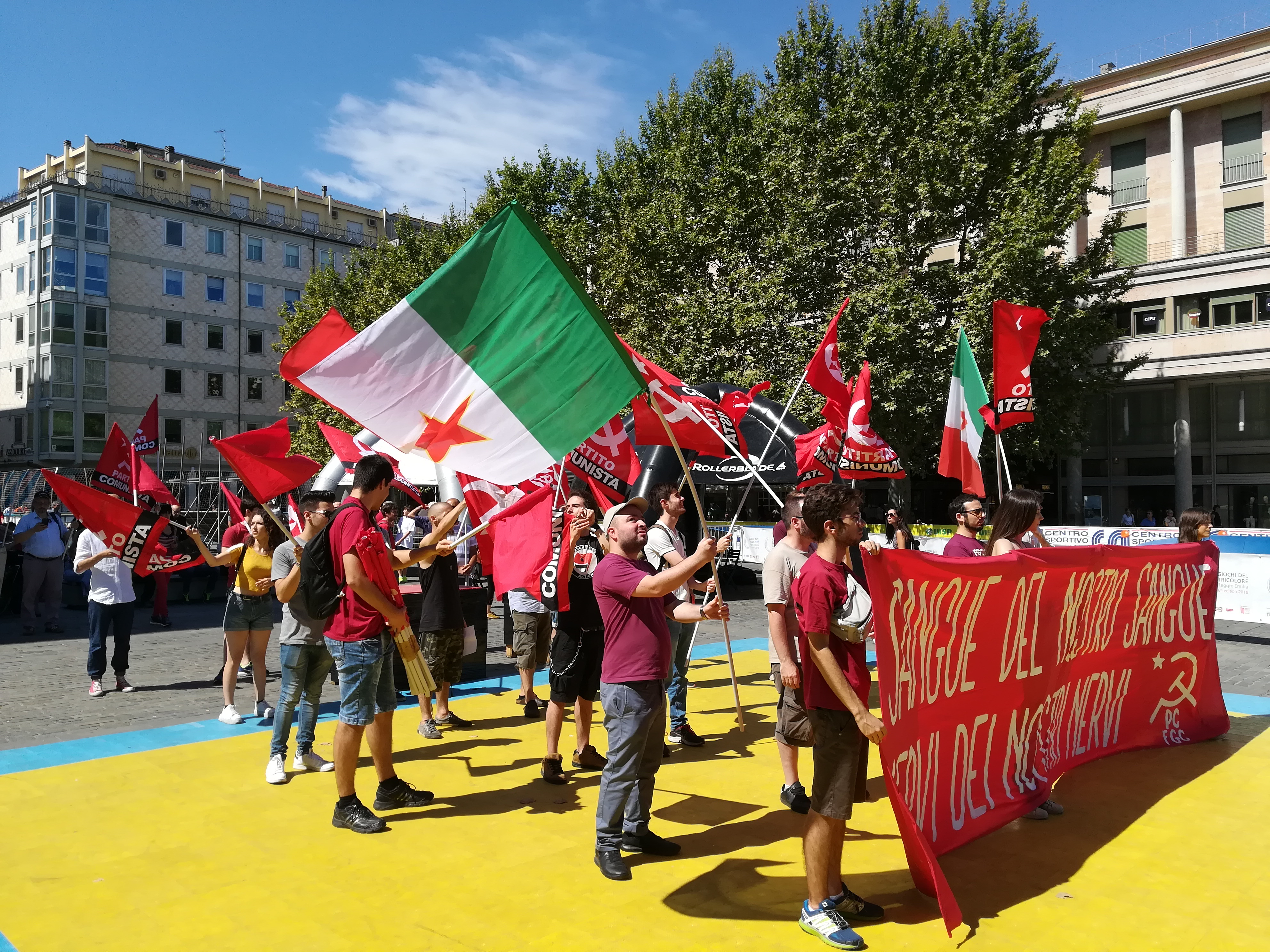
Manifestació comunista a Reggio Emilia

El PC és marxista–leninista. Assumeix una línia política obertament revolucionària. Defensa la idea dela necessitat d'enderrocar el sistema capitalista i la transformació d'Itàlia en un país socialista i refusa les teories que considera reformistes i revisionistes. Les posicions del PC per la unitat dels comunistes a Itàlia, és la de buscar la unitat sempre i quan es segueixin els principis marxistes-leninistes
El PC rebutja les pràctiques polítiques merament electorals que han caracteritzat molts partits comunistes i considera la participació a les eleccions com una manera d'estendre les seves idees i enfortir el seu plantejaments en contextos locals i no com l'objectiu final de la seva activitat política.
Pel que fa a la història del moviment comunista a Itàlia, el PC reconeix figures capdavanteres com Antonio Gramsci i Pietro Secchia mentre crítica a altres com Palmiro Togliatti i Enrico Berlinguer. A diferència d'altres organitzacions comunistes italianes, el PC ennalteix Ióssif Stalin com a figura històrica del moviment, tot i que refusa definir-se com a estalinista. Considera que aquesta definició no té cap sentit polític i que durant el lideratge de Stalin van tenir lloc elements de discontinuïtat o intents de vèncer el Marxisme-Leninisme. De fet, el PC considera l'ús instrumental del terme estalinisme com una forma antifuncional que va desenvolupar el 20è Congrés del Partit Comunista de la Unió soviètica per definir el comunisme.
Sobre la memòria històrica del moviment d'alliberament d'itàlia dels partisans, el PC sosté que les idees que inspiraren el moviment de resistència italià han estat àmpliament traïdes per la república burgesa italiana establerta després de la guerra, tot i que molts partisans lvan continuar lluitant per la revolució i una Itàlia socialista. El PC subratlla que la el paper d'aquells lluitadors comunistes en el partisans i en la lluita armada ha estat progressivament disminuït i silenciat en la historiografia contemporània.
El PC afirma que la UE és bàsicament irreformable i defensa la sortida immediata i unilateral de la UE i la OTAN. El PC reclama l'oposició històrica del Partit Comunista italià (PCI) a la UE, el partit italià era obertament contrari el Tractat de Roma de 1957, sostenint que l'oposició a la UE ha de ser percebuda com la posicó comunista i no apropiada per l'exrema dreta (el Moviment Social italià va votar a favor al Tractat de Roma).

## Relacions internacionals
A partir de 2013 va formar part de la Iniciativa de Partits Comunistes i Obrers (INICIATIVA), organització europea de partits comunistes, del qual va ser-ne un dels partits fundadors i el representant a Itàlia fins a la seva retirada l'agost de 2023 poc abans de la definitiva dissolució de la xarxa internacional.
El PC manté i desenvolupa relacions amb països socialistes, incloent Cuba i Corea del Nord. També té relacions de solidaritat amb el govern bolivarià de Veneçuela, condemna les campanyes imperialistes i la oposció al govern d'aquest país, tot i mantenir una postura crítica respecte el socialisme del segle XXI, afirmant la necessitat de destruir tots els elements i aparells de l'estat burgès i d'establir el socialisme.

## Lideratge
- Secretari general: Alberto Lombardo
- President: Canzio Vistenin
- President Honorari: Marco Rizzo

## Suport popular

Resultats del partit el 2019 a les eleccions europees (per províncies)

El suport pel Partit Comunista és més fort a la Itàlia central en particular a la Toscana i a l'Úmbria. El partit va concórrer a unes eleccions a tot Itàlia per primer cop en les eleccions europees de 2019. Els seus millors resultats van ser a la Toscana (1.68%), en particular a la província de Livorno (2.82%) i a la província de Siena (1.89%), mentre té un suport més feble en Tirol del Sud (0.21%), Trento (0.49%), i Sicilia (0.46%).

## Resultats electorals

### Parlament italià
| Cambra dels Diputats |         |      |         |     |             |
| Any                  | Vots    | %    | Escons  | +/– | Dirigent    |
| 2013                 | 6,977   | 0.71 | 0 / 12  | –   | Marco Rizzo |
| 2018                 | 106,816 | 0.33 | 0 / 630 | –   | Marco Rizzo |
| 2022                 | 348,831 | 1,24 | 0 / 400 | –   | Marco Rizzo |

| Senat de la República |         |      |         |     |             |
| Any                   | Vots    | %    | Escons  | +/– | Dirigent    |
| 2013                  | 7,578   | 0.85 | 0 / 6   | –   | Marco Rizzo |
| 2018                  | 101,648 | 0.33 | 0 / 315 | –   | Marco Rizzo |
| 2022                  | 309,391 | 1,12 | 0 / 200 | –   | Marco Rizzo |

### Parlament europeu
| Parlament europeu |             |             |        |     |             |
| Any               | Vots        | %           | Escons | +/− | Dirigent    |
| 2019              | 235,467     | 0.88        | 0 / 76 | Nou | Marco Rizzo |
| 2024              | Dins de DSP | Dins de DSP | 0 / 76 | =   | Marco Rizzo |

### Consells regionals
| Regió          | Any  | Vots         | %    | Escons | +/− |
| -------------- | ---- | ------------ | ---- | ------ | --- |
| Emilia-Romagna | 2020 | 10,287 (12è) | 0.48 | 0 / 50 | –   |
| Umbria         | 2019 | 4,108 (12è)  | 0.98 | 0 / 21 | –   |

## Símbols

2009–2012
2012–2013
2013–present

### Símbols electorals

Eleccions Generals 2018
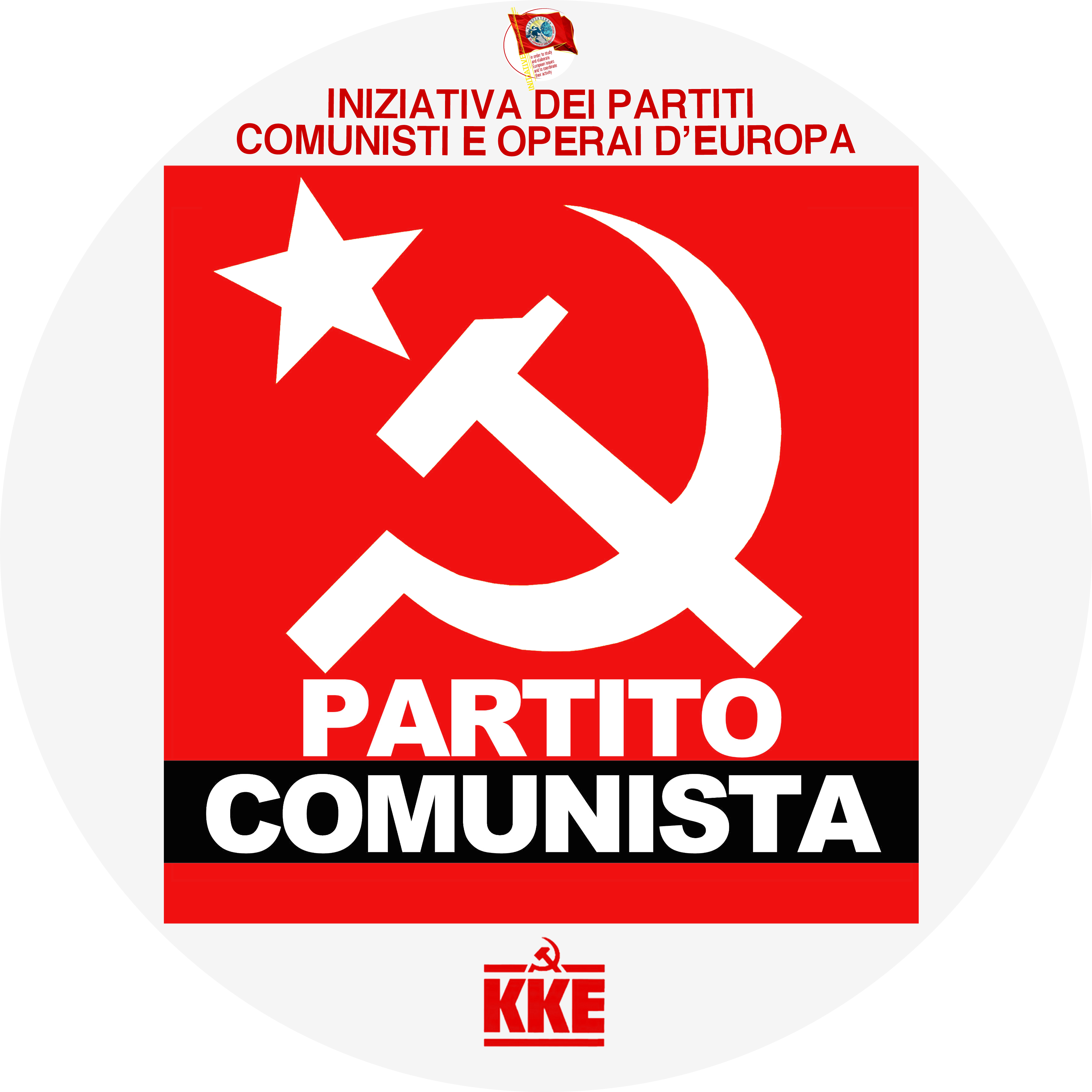
Eleccions Europees 2019